# Darren Criss
Darren Everett Criss (* 5. února 1987 San Francisco, Kalifornie) je americký herec, zpěvák, skladatel, textař a zakládající člen a spolumajitel divadelní společnosti Team StarKid. Nejvíce se proslavil rolí Blaina Andersona, homosexuálního středoškolského studenta, v populárním seriálu Glee.
Poprvé přitáhl pozornost rolí Harryho Pottera v muzikálech A Very Potter Musical a A Very Potter Sequel v produkci Teamu StarKid. V lednu 2012 debutoval na Broadwayi ve hře How to Succeed in Business Without Really Trying v roli J. Pierreponta Finche. V roce 2018 získal cenu Emmy a Zlatý glóbus v kategorii nejlepší herec v hlavní roli v minisérii nebo televizním filmu za roli Andrewa Cunanana v seriálu American Crime Story.

## Životopis
Narodil se v městě San Francisco v Kalifornii jako nejmladší syn Ceriny (rozené Bru) a Charlese Williama Crissových. Jeho otec je bankéř a bývalý ředitel opery v San Francisku. Je eurasijského původu: jeho matka je čínského, španělského a filipínského původu, zatímco jeho otec je irského původu. Má bratra Chucka, hudebníka a člena indie rockové skupiny Freelance Whales. Navštěvoval chlapeckou školu Stuart Hall a poté absolvoval na Saint Ignatius College Preparatory.
Jeho zájem o hudbu a vystupování přišel již v jeho raném dětství, když v pěti letech začal brát lekce hraní na housle a v deseti byl přijat do programu Young Conversatory v divadle American Conversatory Theatre, kde se poprvé objevil na divadelních prknech. Později se také sám naučil hrát na kytaru, klavír, violoncello, mandolínu, harmoniku a bubny. V patnácti letech také začal sám psát hudbu.
V roce 2009 získal titul bakalář na Michiganské univerzitě.

## Kariéra

### Divadlo
Svůj profesionální divadelní debut si odbyl ve svých deseti letech rolí Cesaria v muzikálu Fanny. O rok později hrál roli Beauregarda Calhouna v muzikálu Do I Hear a Waltz?. On sám spolumajitelem divadelní společnosti Team StarKid, která vznikla už za dob jeho studií v Michiganu. Jednou z jeho rolí byl například Harry Potter v muzikálech A Very Potter Musical a A Very Potter Sequel vysílaných také na YouTube. Obě hry jsou založeny na knižní sérii Harry Potter od J.K.Rowling.
Dne 1. srpna 2011 bylo oznámeno, že bude mít svůj broadwayský debut ve hře How to Succeed in Business Without Really Trying v Al Hirschfeld Theatre, kde bude hrát roli J. Pierreponta Finche a nahradí tak Daniela Radcliffa po tři týdny.
Od dubna 2015 do července 2015 hrál v divadle Belasco ve hře Hedwig and the Angry Inch. S obsazením se vydal od 2. října do 27. listopadu 2016 na národní turné v San Franciscu a Los Angeles.

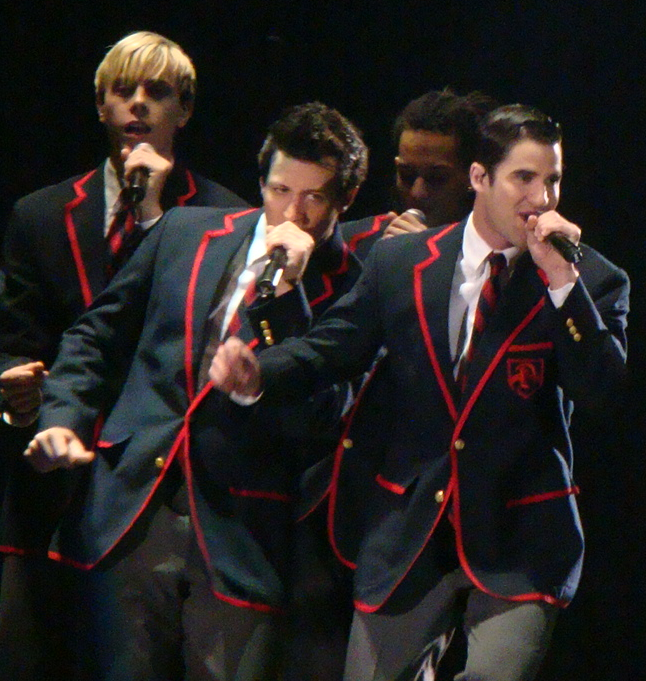
Darren Criss jako Blaine Anderson

### Televize
Svoji televizní kariéru zahájil malými rolemi v seriálech Eastwick a Odložené případy.
Dne 9. listopadu 2010 poprvé vystoupil v seriálu Glee, v šesté epizodě druhé série s názvem „Never Been Kissed“.
Hraje zde Blaina Andersona, homosexuálního studenta studující na Daltonově akademii a hlavního zpěváka Warblers (Slavíci), konkurenčního sboru Glee klubu. Blaine byla vedlejší role pro zbytek sezóny a byla myšlena jako kamarád Kurta Hummela (Chris Colfer), později se z nich však stal v seriálu pár. Ve třetí sérii už byl povýšen mezi hlavní role v seriálu, kdy jeho postava Blaine přejde z Daltonovy akademie na McKinleyovu střední. Criss v seriálu zůstal i ve čtvrté sérii, kde opět patří mezi hlavní postavy.
Postava Blaina Andersona byla v roce 2012 zvolena na prvním místě v žebříčku "50 nejlepších televizních postav" na serveru AfterElton.
V roce 2017 si zahrál v seriálech Supergirl a The Flash. V roce 2017 si zahrál roli roli Andrewa Cunana ve druhé řadě seriálu American Crime Story. Za roli získal cenu Emmy a Zlatý glóbus.

### Hudba
Spolu s A. J. Holmesem a Carlosem Valdesem se stal oficiálním textařem pro muzikálové hry divadelní společnosti Team StarKid. Napsal písně k muzikálům A Very Potter Musical (2009), Me and My Dick (2009), pro internetový seriál Little White Lie a napsal hudbu a texty pro A Very Potter Sequel a alba A Very StarKid Album (2010), Starship (2011) a A Very Potter Senior Year. Album Starship vyšlo ve Spojených státech dne 29. dubna 2011. V létě 2010 vydal EP Human, které sám produkoval.
Byl přizván do soundtracku Glee jako hlavní zpěvák sboru Warblers (Stehlíci), složený pouze z chlapců zpívajících a cappella. Jeho první písnička v Glee, Teenage Dream se umístila na prvním místě v Billboard Digital Songs a za první týden se prodalo 214 000 singlů. V červenci 2011 bylo oznámeno, že už bylo prodáno přes 500 000 kopií této písně.
Kromě toho v druhé sérii seriálu Glee zpíval například písně: "Baby, It's Cold Outside", "Bills, Bills, Bills", "When I Get You Alone", "Silly Love Songs", "Hey, Soul Sister", "Animal", "Candles", "Misery", "Somewhere Only We Know" a "Raise Your Glass".
Album věnované Warblers s názvem Glee: The Music Presents the Warblers, vyšlo v Americe 19. dubna 2011 a skončilo na druhém místě v iTunes a v Billboard 200 Charts.

### Film
Svůj filmový debut zaznamenal v roce 2011 ve filmu Glee: The 3D Concert Movie.
Byl také obsazen do komedie Girl Most Likely (původním názvem Imogene), která přišla do kin v roce 2013. V hlavních rolích budou Kristen Wiigová, Annette Benning a Matt Dillon.

## Osobní život
V lednu 2018 oznámil, že se zasnoubil se svojí dlouholetou partnerkou Miou Swier. Dvojice se vzala dne 16. února 2019.

## Filmografie

### Film
| Rok  | Název                                   | Role                         | Poznámky             |
| ---- | --------------------------------------- | ---------------------------- | -------------------- |
| 2005 | I Adora You                             | Josh                         | Krátký film          |
| 2009 | Walker Phillips                         | Elliott                      | Krátký film          |
| 2010 | The Chicago 8                           | Yippee Man                   |                      |
| 2011 | Glee: The 3D Concert Movie              | Blaine Anderson / Sám sebe   | Dokumentární koncert |
| 2012 | Girl Most Likely                        | Lee                          |                      |
| 2013 | The Wind Rises                          | Katayama                     | anglický dabing      |
| 2013 | The Tale of Princess Kaguya             | Sutemaru                     | anglický dabing      |
| 2014 | Stan Lee's Mighty 7                     | Mirco                        | anglický dabing      |
| 2019 | Bitva u Midway                          | Eugene E. Lindsey            |                      |
| 2019 | Batman vs. Teenage Mutant Ninja Turtles | Raphael (hlas)               |                      |
| 2020 | Superman: Man of Tomorrow               | Clark Kent / Superman (hlas) |                      |

### Televize
| Rok       | Název                                                       | Role                 | Poznámky                                                                                     |
| --------- | ----------------------------------------------------------- | -------------------- | -------------------------------------------------------------------------------------------- |
| 2009      | Městečko Eastwick                                           | Josh Burton          | 5 dílů, vedlejší role                                                                        |
| 2010      | Odložené případy                                            | Ruben Harris '69     | díl: „Free Love“                                                                             |
| 2010–2015 | Glee                                                        | Blaine Anderson      | vedlejší role (2. řada), hlavní role (3.–4. řada)                                            |
| 2011      | Archer                                                      | Mikey a Tommy (hlas) | díl: „Placebo effect“                                                                        |
| 2011–2012 | The Glee Project                                            | Sám sebe             | díly: „Individuality“, „Pairability“ a „Glee-ality“ (1. řada) díl: „Romanticality“ (2. řada) |
| 2012      | Glee: Don't Stop Believing                                  | Sám sebe             | Dokument o Glee                                                                              |
| 2012      | Cleveland show                                              | Lovec (hlas)         | díl: „Jesus Walks“                                                                           |
| 2013      | Terapie online                                              | Augie Sayles         | 3 díly                                                                                       |
| 2013      | Teen Choice Awards                                          | Moderátor            | s Lucy Hale                                                                                  |
| 2013      | Six by Sondheim                                             | Franklin Shepard     | dokument stanice HBO                                                                         |
| 2014      | Whose Line Is It Anyway?                                    | Sám sebe             |                                                                                              |
| 2015      | Transformers: Robots in Disguise                            | Sideswipe            | anglický dabing                                                                              |
| 2015      | American Horror Story                                       | Justin               | vedlejší role, 2 díly                                                                        |
| 2016      | Teenage Mutant Ninja Turtles: Turtles Take Time (and Space) | Rafael (hlas)        |                                                                                              |
| 2017      | Supergirl                                                   | Music Meister        | díl: „Star-Crossed“                                                                          |
| 2017      | The Flash                                                   | Music Meister        | díl: „Duet“                                                                                  |
| 2018      | American Crime Story                                        | Andrew Cunanan       | hlavní role (2. řada), 9 dílů                                                                |
| 2020      | Hollywood                                                   | Raymond Ainsley      | hlavní role, 7 dílů také výkonný producent                                                   |
| 2020      | Royalties                                                   | Pierce               | hlavní role, 10 dílů také výkonný producent                                                  |
| 2020      | Saturday Night Seder                                        | Sám sebe             | TV speciál                                                                                   |
| 2020      | The Disney Family Singalong                                 | Sám sebe             | TV speciál                                                                                   |
| 2020      | Wayward Guide                                               | Ryan Reynolds        | hlavní role                                                                                  |

### Divadlo
| Rok  | Název                                            | Role                        | Poznámky                                 |
| ---- | ------------------------------------------------ | --------------------------- | ---------------------------------------- |
| 1997 | Fanny                                            | Cesario                     |                                          |
| 1998 | Do I Hear a Waltz?                               | Mauro                       |                                          |
| 1999 | Babes in Arms                                    | Beauregard Calhoun          |                                          |
| 2005 | Shed a Little Light: The Music of James Taylor   | Zpěvák a muzikant           |                                          |
| 2006 | Paper Canoes                                     | Salmon                      |                                          |
| 2009 | A Very Potter Musical                            | Harry Potter                | Hlavní role Také napsal hudbu            |
| 2009 | Me and My Dick                                   | Vlastník italské restaurace | Cameo, pouze hlas Také napsal hudbu      |
| 2010 | A Very Potter Sequel                             | Harry Potter                | Hlavní role Také autor hudby a producent |
| 2012 | How to Succeed in Business Without Really Trying | J. Pierrepont Finch         | Hlavní role                              |
| 2012 | A Very Potter Senior Year                        | Harry Potter                | Hlavní role, autor hudby, skladatel      |
| 2015 | Hedwig and the Angry Inch                        | Hedwig Robinson             | Hlavní role                              |
| 2020 | American Buffalo                                 | Bobby                       |                                          |

### Internetové seriály
| Rok  | Název                               | Role          | Poznámky                                         |
| ---- | ----------------------------------- | ------------- | ------------------------------------------------ |
| 2008 | That Media Show                     | Moderátor     | 3 dílů                                           |
| 2009 | Little White Lie                    | Toby Phillips | 8 dílů, hlavní role Také autor hudby a producent |
| 2011 | Group                               | Lance         | Cameo                                            |
| 2011 | Life of Leopold                     | Leopold Bonar | Hlavní role, pouze hlas                          |
| 2012 | Broadway.com Audience Choice Awards | Moderátor     |                                                  |
| 2015 | Cena Tony: červený koberec          | Moderátor     |                                                  |
| 2016 | Coundown to Hairspray Live!         | Moderátor     |                                                  |

### Videohry
| Rok  | Název                     | Role     | Poznámky     |
| ---- | ------------------------- | -------- | ------------ |
| 2011 | Dead or Alive: Dimensions | Jann Lee | Hlasová role |

## Hudební vystoupení
| Vybraná hudební vystoupení | Vybraná hudební vystoupení                                             | Vybraná hudební vystoupení                       | Vybraná hudební vystoupení |
| Rok                        | Událost                                                                | Místo                                            | Poznámky |
| -------------------------- | ---------------------------------------------------------------------- | ------------------------------------------------ | --- |
| 2010 & 2011                | Trevor Live                                                            | Los Angeles, Kalifornie                          | Výtěžek z koncertu pro The Trevor Project. Criss zpíval se sborem Warblers z Daltonovy akademie ze seriálu Glee a se zpěvačkou Katy Perry (2010). |
| 2011                       | MusiCares Person of the Year                                           | Los Angeles, Kalifornie                          | Criss a sbor Warblers z Daltonovy akademie z Glee vystupovali pro Barbry Streisand, na počest toho, že byla jmenována Osobou roku společností MusiCares Foundation. |
| 2011                       | The Yale Whiffenpoofs in Concert                                       | Santa Monica, Kalifornie                         | Koncert na podporu výuky umění na státních školách |
| 2011                       | City of Hope Concert                                                   | Los Angeles, Kalifornie                          | Výtěžek pro léčebné centrum City of Hope pro léčbu rakoviny. Criss a sbor Warblers z Glee' společně se skupinou Eagles, vzdávali poctu Shelli a Irvingovi Azoffovým. |
| 2011                       | Glee Live! In Concert!                                                 | Spojené státy, Kanada, Spojené království, Irsko | Šestnácté nejúspěšnější koncertní turné roku 2011, vydělalo více než 40 milionů dolarů. Všech 40 koncertů se vyprodalo, včetně koncertů v Staples Center, Nassau Coliseum a O2 Areně v Londýně a Dublinu. |
| 2011                       | American Society of Composers, Authors and Publishers Pop Music Awards | Los Angeles, Kalifornie                          | Criss složil poctu zpěvákovi Rodovi Stewartovi, tím, že zpíval baladickou verzi jeho klasické písně "Da Ya Think I'm Sexy?" a sám se doprovodil i na klavír. |
| 2011                       | Yale Glee Club Concert                                                 | San Francisco, Kalifornie                        | Výtěžek pro New Conservatory Theatre Center pro výchovný divadelní program a organizaci proti šikaně. |
| 2011                       | Billboard / Hollywood Reporter Film & TV hudební konference            | Los Angeles, Kalifornie                          | Criss vzdával čest skladateli Alanu Menkenovi, zpíval medley jeho vlastních písní pro Disneyho. Zpíval společně s broadwayskou hvězdou, Leou Salongou. |
| 2011                       | The SPACE Tour                                                         | New York & Boston                                | Koncert Teamu StarKid. |
| 2011                       | Sing Out, Raise Hope, Benefit Concert                                  | New York City, New York                          | Criss zpíval se skupinami zpívající a capella: Krokodiloes z Harvardovy univerzity, Nassoons z Princetonské univerzity a The Whiffenpoofs z Yaleovy univerzity na benefičním koncertu pro Elizabeth Glaser Pediatric AIDS Foundation a The Trevor Project.                                                                                 |
| 2012                       | E! Entertainment pre-Oscar Show                                        | Los Angeles, Kalifornie                          | Criss zpíval "The Rainbow Connection" s žábou Kermitem v pořadu před vysíláním 84. ročníku udílení Oscarů. |
| 2012                       | Apocalyptour                                                           | New York & Los Angeles                           | Druhé koncertní turné společnosti StarKid. |
| 2012                       | Sbírka pro Baracka Obamu                                               | Los Angeles, Kalifornie                          | Criss vystoupil pro prezidenta Spojených států amerických v LGBT-podporované kampani. |
| 2013                       | Inaugurace 57. prezidenta USA                                          | Washington, D.C.                                 | Dětský inaugurační koncert pořádán Michelle Obamovou - skladba „Not Alone“ se sborem Soul Children of Chicago, také doprovodil Nayu Riveru na kytaru při písničce „Valerie“ Inaugurační koncert viceprezidenta Joeho Bidena - skladba „Teenage Dream“ a „One Fine Day“ Prezidentský inaugurační ples - skladba „When You Wish Upon a Star“ |
| 2013                       | Turné Listen Up                                                        | USA, Kanada a Francie                            | Jeho první sólové turné, při kterém navštívil 18 měst, konaného od 29. května do 30. června. Zpíval jak písničky z Glee, tak z projektu StarKid, jeho EP Human a nové písničky z připravovaného studiového alba. |
| 2013                       | A Capitol Forth koncert                                                | Washington, D.C.                                 | Koncert pořádaný na oslavu 4. července. |
| 2014                       | Michael Feinstein's New Year's Eve at the Rainbow Room                 | New York                                         | Oslava Nového roku, zpíval s Michaelem Feinsteinem mix skladeb od Franka Sinatry. |
| 2016                       | Broadway Today with Darren Criss and Betsy Wolfe                       | Washington, D.C., New York, Toronto              | Koncert s Betsy Wolfie a národním symfonickým orchestrem. |
| 2016                       | Koncert Malá mořská víla                                               | Los Angeles                                      | Koncert konaný v Hollywood Bowl, hrál prince |

## Diskografie

### Sólová alba
| Název    | Detaily alba                                     | Umístění v hitparádách       | Poznámky                                              |
| Název    | Detaily alba                                     | Billboard Heatseekers Albums | Poznámky                                              |
| -------- | ------------------------------------------------ | ---------------------------- | ----------------------------------------------------- |
| Human    | - Vydáno: 20. července 2010 - Formát: ke stažení | 30                           | Také se umístil na iTunes v Top 20 Alternative chart. |
| Homework | - Vydáno: 15. prosince 2017 - Formát: ke stažení | 1                            |                                                       |

### AlbaStarKid Productions
| Little White Lie      | - Vydáno: 30. června 2009 - Formát: ke stažení   | —   | —   | —   | —   | —   | —   |                           |                                               |     |     |     |     |     |     |
| A Very Potter Musical | - Vydáno: 9. září 2009 - Formát: ke stažení      | N/A | N/A | N/A | N/A | N/A | N/A |                           |                                               |     |     |     |     |     |     |
| Me and My Dick        | - Vydáno: 6. ledna 2010 - Formát: ke stažení     | —   | 11  | —   | —   | —   | —   |                           |                                               |     |     |     |     |     |     |
| A Very StarKid Album  | - Vydáno: 22. července 2010 - Formát: ke stažení | —   | —   | 19  | 27  | —   | 14  |                           |                                               |     |     |     |     |     |     |
| A Very Potter Sequel  | - Vydáno: 31. července 2010 - Formát: ke stažení | N/A | N/A | N/A | N/A | N/A | N/A |                           |                                               |     |     |     |     |     |     |
| Starship              | - Vydáno: 30. dubna 2011 - Formát: ke stažení    | 134 | 1   | —   | 4   | 2   | —   |                           |                                               |     |     |     |     |     |     |
| The SPACE Tour        | - Vydáno: 13. března 2012 - Formát: ke stažení   | —   | 2   | —   | 17  | —   | 4   |                           |                                               |     |     |     |     |     |     |
| Apocalyptour Live     | - Vydáno: 2. října 2012 - Formát: ke stažení     | —   | —   | —   | 10  | —   | 7   | A Very Potter Senior Year | - Vydáno: 11. srpna 2012 - Formát: ke stažení | N/A | N/A | N/A | N/A | N/A | N/A |

### Gleealba
| Název                                         | Detaily albu | Umístění v hitparádách | Umístění v hitparádách | Umístění v hitparádách | Umístění v hitparádách | Umístění v hitparádách | Umístění v hitparádách | Umístění v hitparádách | Umístění v hitparádách | Umístění v hitparádách | Umístění v hitparádách | Umístění |
| Název                                         | Detaily albu | AUS                    | CAN                    | FRA                    | IRL                    | MEX                    | NL                     | NZ                     | SWI                    | UK                     | US                     | Umístění |
| --------------------------------------------- | --- | ---------------------- | ---------------------- | ---------------------- | ---------------------- | ---------------------- | ---------------------- | ---------------------- | ---------------------- | ---------------------- | ---------------------- | --- |
| Glee: The Music, The Christmas Album          | - Vydáno: 9. listopadu 2010 - Vydavatelství: Columbia - Formáty: CD, ke stažení                                    | 13                     | 1                      | —                      | 13                     | —                      | 43                     | 27                     | —                      | 37                     | 3                      | - Austrálie: Zlaté - Irsko: Zlaté - Spojené státy: Platinové                                                  |
| Glee: The Music, Volume 4                     | - Vydáno: 26. listopadu 2010 - Vydavatelství: Columbia - Formáty: CD, ke stažení - Album nominované na cenu Grammy | 3                      | 6                      | —                      | 12                     | 8                      | 24                     | 9                      | —                      | 4                      | 5                      | - Austrálie: Platinové - Irsko: Zlaté - Nový Zéland: Zlaté - Spojené státy: Zlaté - Spojené království: Zlaté |
| Glee: The Music, Volume 5                     | - Vydáno: 8. března 2011 - Vydavatelství: Columbia - Formáty: CD, ke stažení                                       | 1                      | 3                      | —                      | 5                      | 23                     | 27                     | 3                      | —                      | 4                      | 3                      | - Austrálie: Zlaté - Nový Zéland: Zlaté                                                                       |
| Glee: The Music Presents the Warblers         | - Vydáno: 19. dubna 2011 - Vydavatelství: Columbia - Formáty: CD, ke stažení                                       | 6                      | 5                      | —                      | 8                      | 41                     | —                      | 11                     | —                      | 7                      | 2                      | |
| Glee: The Music, Volume 6                     | - Vydáno: 23. května 2011 - Vydavatelství: Columbia - Formáty: CD, ke stažení                                      | 3                      | 4                      | —                      | 4                      | 49                     | 83                     | 3                      | —                      | 6                      | 4                      | - Austrálie: Zlaté                                                                                            |
| Glee: The 3D Concert Movie (soundtrack)       | - Vydáno: 9. srpna 2011 - Vydavatelství: Columbia - Formáty: CD, ke stažení                                        | 12                     | 10                     | —                      | 21                     | 38                     | 98                     | 15                     | —                      | 35                     | 16                     | |
| Glee: The Music, Dance Party                  | - Vydáno: 6. září 2011 - Vydavatelství: Columbia - Formát: CD                                                      | —                      | —                      | —                      | —                      | —                      | —                      | —                      | —                      | —                      | —                      | |
| Glee: The Music, The Christmas Album Volume 2 | - Vydáno: 15. listopadu 2011 - Vydavatelství: Columbia - Formáty: CD, ke stažení                                   | 24                     | 6                      | —                      | 46                     | —                      | —                      | —                      | —                      | 60                     | 6                      | |
| Glee: The Music, Volume 7                     | - Vyšlo: 6. prosince 2011 - Vydavatelství: Columbia - Formáty: CD, ke stažení                                      | 18                     | —                      | —                      | 41                     | —                      | —                      | —                      | —                      | 55                     | 9                      | |
| Glee: The Music, The Graduation Album         | - Vyšlo: 15. května 2012 - Vydavatelství: Columbia - Formáty: CD, ke stažení                                       | 12                     | 6                      | —                      | 14                     | —                      | —                      | 21                     | —                      | 17                     | 8                      | |
| Glee: The Music Presents Glease               | - Vyšlo: 6. listopadu 2012 - Vydavatelství: Columbia - Formáty: CD, ke stažení                                     | —                      | —                      | —                      | —                      | —                      | —                      | —                      | —                      | —                      | —                      | |
| "—" označuje, že se neumístil v žebříčku.     | |                        |                        |                        |                        |                        |                        |                        |                        |                        |                        | |

### Nezávislá alba
| Název                                                                            | Detaily alba                                                                              | Umístění v hitparádách | Poznámky |
| Název                                                                            | Detaily alba                                                                              | Billboard Albums Chart | Poznámky |
| -------------------------------------------------------------------------------- | ----------------------------------------------------------------------------------------- | ---------------------- | --- |
| Chimes of Freedom: Songs of Bob Dylan Honoring 50 Years of Amnesty International | - Vydáno: 24. ledna 2012 - Vydavatelství: Amnesty International - Formáty: CD, ke stažení | 11                     | Criss zpíval píseň New Morning společně se svým bratrem Chuckem Crissem. Výtěžek z alba je věnován Amnesty International. |
| Things I Will Need in the Past                                                   | - Vydáno: 28. října 2008 - Formáty: CD, ke stažení                                        | TBA                    | Duet s Charlene Kaye v písni "Skin and Bones" a vokály v písni "Bonnie Parker".                                           |
| Dress and Tie                                                                    | - Vydáno: 20. ledna 2011 - Formát: ke stažení                                             | TBA                    | Duet s Charlene Kaye. |

### Videoklipy
| Rok  | Název                              | Umělec               | Poznámky                                                        |
| ---- | ---------------------------------- | -------------------- | --------------------------------------------------------------- |
| 2009 | „Skin and Bones“                   | Charlene Kaye        | Duet s Kaye                                                     |
| 2009 | „Magnolia Wine“                    | Charlene Kaye        |                                                                 |
| 2009 | „Roll with Me“                     | Montgomery Gentry    |                                                                 |
| 2011 | „Dress and Tie“                    | Charlene Kaye        | Duet s Kaye                                                     |
| 2011 | „Last Friday Night (T. G. I. F.)“  | Katy Perry           |                                                                 |
| 2012 | „New Morning“                      | Darren Criss         | S Chuckem Crissem                                               |
| 2012 | „Dress You Up“                     | Darren Criss         | Video propagující událost "Fashion's Night Out" časopisu Vogue. |
| 2013 | „Kangaroo Court“                   | Capital Citites      |                                                                 |
| 2013 | „Songify the News 3“               | The Gregory Brothers |                                                                 |
| 2014 | „I Sold My Bed, But Not My Steret“ | Capital Citites      |                                                                 |
| 2014 | „Already Home“                     | A Great Big World    |                                                                 |

### Turné
| Rok  | Název     | Umělec                     | Poznámky |
| ---- | --------- | -------------------------- | -------- |
| 2013 | Listen Up | Darren Criss               |          |
| 2018 | LM/DC     | Darren Criss a Lea Michele |          |

## Ocenění a nominace
| Rok  | Cena                                 | Kategorie                                                       | Název práce                                               | Výsledek  |
| ---- | ------------------------------------ | --------------------------------------------------------------- | --------------------------------------------------------- | --------- |
| 2011 | Dorian Award                         | stoupající hvězda                                               | Glee                                                      | vítězství |
| 2011 | Teen Choice Awards                   | objev roku                                                      | Glee                                                      | vítězství |
| 2011 | Online Film & Television Association | nejlepší hostující herec: komedie                               | Glee                                                      | nominace  |
| 2011 | NewNowNext Award                     | nejlepší herec                                                  | Glee                                                      | vítězství |
| 2011 | Variety Magazine                     | síla mladé filantropie                                          | The Trevor Project                                        | vítězství |
| 2011 | Broadway World – Chicago Awards      | nejlepší nová práce / nová adaptace                             | Starship                                                  | vítězství |
| 2012 | Screen Actors Guild Awards           | nejlepší obsazení v komediálním seriálu                         | Glee                                                      | nominace  |
| 2012 | Ceny Grammy                          | nejlepší kompilační soundtrack pro vizuální média               | Glee: The Music, Volume 4                                 | nominace  |
| 2012 | Broadway.com Award                   | nejlepší náhradník                                              | How to Succeed in Business Without Really Trying          | vítězství |
| 2013 | Dorian Award                         | nejlepší hudební výkon roku (                                   | Glee „Teenage Dream“                                      | nominace  |
| 2013 | Screen Actors Guild Awards           | nejlepší obsazení: komedie                                      | Glee                                                      | nominace  |
| 2013 | Shorty Awards                        | nejlepší producent krátkometrážního projektu pro sociální média |                                                           | nominace  |
| 2013 | People's Choice Award                | nejlepší televizní herec: komedie                               | Glee                                                      | nominace  |
| 2013 | People's Choice Award                | nejlepší televizní přátelství (sdíleno s Chord Overstreet)      | Glee                                                      | nominace  |
| 2013 | People's Choice Award                | nejlepší televizní chemie (sdíleno s Chris Colfer)              | Glee                                                      | nominace  |
| 2014 | Teen Choice Awards                   | televizní zloděj scén                                           | Glee                                                      | nominace  |
| 2014 | Young Hollywood Awards               | nejlepší televizní pár (sdíleno s Chris Colfer)                 | Glee                                                      | nominace  |
| 2015 | Broadway.com Award                   | nejlepší náhradník                                              | Hedwig and the Angry Inch                                 | vítězství |
| 2015 | Cena Emmy                            | nejlepší původní hudba a text                                   | „This Time“– Glee                                         | nominace  |
| 2015 | Hollywood Music in Media Award       | nejlepší skladba pro TV seriál nebo internetový seriál          | „This Time“– Glee                                         | vítězství |
| 2015 | Behind the Voice Actors Awards       | nejlepší hlas: obsazení (animovaný film/speciál)                | Příběh o princezně Kaguje                                 | nominace  |
| 2015 | Filmový festival Giffoni             | Experience Award                                                |                                                           | vítězství |
| 2016 | Behind the Voice Actors Awards       | nejlepší hlas: obsazení (nový televizní seriál)                 | Transformers                                              | vítězství |
| 2017 | Los Angeles Drama Critics Circle     | Lead Performance                                                | Hedwig and the Angry Inch                                 | nominace  |
| 2017 | Behind the Voice Actors Awards       | nejlepší hlas: obsazení (televizní seriál)                      | Transformers                                              | nominace  |
| 2018 | MTV Movie & TV Awards                | nejlepší televizní herec                                        | The Assassination of Gianni Versace: American Crime Story | nominace  |
| 2018 | Cena Emmy                            | nejlepší herec v hlavní roli: limitovaný seriál nebo TV film    | The Assassination of Gianni Versace: American Crime Story | vítězství |
| 2018 | Online Film & Television Association | nejlepší herec v hlavní roli: limitovaný seriál nebo TV film    | The Assassination of Gianni Versace: American Crime Story | vítězství |
| 2018 | Gold Derby Awards                    | nejlepší herec: limitovaný seriál                               | The Assassination of Gianni Versace: American Crime Story | vítězství |
| 2018 | Gold Derby Awards                    | nejlepší obsazení                                               | The Assassination of Gianni Versace: American Crime Story | nominace  |
| 2018 | Gold Derby Awards                    | nejlepší herec/herečka roku                                     | The Assassination of Gianni Versace: American Crime Story | nominace  |
| 2018 | TCA Awards                           | individuální ocenění: drama                                     | The Assassination of Gianni Versace: American Crime Story | nominace  |
| 2019 | Screen Actors Guild Awards           | nejlepší herec v hlavní roli: limitovaný seriál nebo TV film    | The Assassination of Gianni Versace: American Crime Story | vítězství |
| 2019 | Zlatý glóbus                         | nejlepší herec v hlavní roli: limitovaný seriál nebo TV film    | The Assassination of Gianni Versace: American Crime Story | vítězství |
| 2019 | Satellite Awards                     | nejlepší herec v hlavní roli: limitovaný seriál nebo TV film    | The Assassination of Gianni Versace: American Crime Story | vítězství |
| 2019 | Critics' Choice Television Awards    | nejlepší herec v hlavní roli: limitovaný seriál nebo TV film    | The Assassination of Gianni Versace: American Crime Story | vítězství |